# Flaming Ears
Flaming Ears (transl. The Fan) es una película queer de ciencia ficción experimental austriaca de 1992 dirigida y protagonizada por A. Hans Scheirl, Ursula Pürrer y Dietmar Schipek. La película está ambientada en la incendiada ciudad ficticia de Asche en el año 2700 y sigue las vidas enredadas de tres personajes: una artista de cómics llamado Spy, una pirómana de discoteca llamada Volley y una enigmática extraterrestre devoradora de reptiles llamada Nun.
Una restauración de la película se estrenó en los cines el 16 de noviembre de 2022. La versión restaurada de Flaming Ears fue construida a partir de impresiones después de que se perdieran los negativos y las grabaciones de sonido originales. 

## Trama
Ambientada en el año 2700 en la ciudad ficticia incendiada de Asche, la historia sigue las vidas enredadas de tres mujeres. Spy es una dibujante de cómics cuyas imprentas son quemadas por Volley, una pirómana sexuada. En busca de venganza, Spy va al club de lesbianas donde Volley actúa todas las noches. Antes de que pueda entrar, Spy se pelea y queda herida en la calle. La encuentra Nun, una extraterrestre amoral con un traje de plástico rojo que vive de una dieta de ratas y reptiles de plástico y que también resulta ser la amante de Volley. Nun lleva a la espía herida a casa y debe esconderla de Volley.

## Elenco
- Susana Helmayr como Spy
- Ursula Pürrer como Voley
- A. Hans Scheirl como Nun
- Margarete Neumann como M.
- Gabriele Szekatsch como Blood
- Anthony Escott como hombre con cactus
- Luise Kubelka como niña
- Dietmar Schipek como limpiador de cadáveres
- Heiderose Hildebrand como sastre
- Sabine Perthold como Tolisa
- Norbert Gmeindl como traficante de explosivos
- Bella Gmeindl como traficante de explosivos
- Billa Gmeindl como traficante de explosivos
- Karin Melton como gorila del club
- Monika Bernold como portera del club
- Birge Krondorfer como vampira
- Arleen Schloss como transeúnte
- Birgit Langenberger, Julia Kordina, Gabi Mattes, Gerda Ambros, Ulli Sladek, Gabi Prosek, Brigitta Palkner, Brigitte Luise Roth, Karin Rick, Liselotte Brodil, Bea Sommersguter, Ingrid Kaindl, Uli Aigner, Jana Cejpek, Gudrun Kampl y Andrea Witzmann como asistentes del club

## Estilo y producción
Flaming Ears se rodó en Super 8 y presenta un uso extensivo de miniaturas, animación stop-motion y pintura mate. La película cuenta con un reparto reducido y un presupuesto reducido. Los directores y escritores de la película también se desempeñan como actores.